# 八木久美子
八木 久美子（やぎ くみこ、1958年 - ）は、日本の宗教学者、イスラーム研究者。専門は近現代のアラブ世界のイスラーム。
名古屋外国語大学教授、東京外国語大学名誉教授。Ph.D.（宗教学）。日本宗教学会常務理事。日本学術会議連携会員。カトリック信徒。非イスラームの人間としてイスラム世界を研究する。
アラブ世界、エジプト社会を研究し始めたきっかけは、一番わかりにくく難しい研究対象を理解できれば、世界を少しは分かったと言えるように思って選んだ。学んだ後、実は自分が日本を一番良くわかっていなかったことを改めて知ったという。
アラブを中心とした近現代のイスラームを研究テーマとし、グローバリゼーションとムスリムの関係、イスラム世界における政治と宗教の在り方について研究している。また、エジプトの作家ナギーブ・マフフーズについて論じた(八木久美子 2006)は、2001年にハーバード大学に提出した学位請求論文を日本語に翻訳し、大幅に加筆修正したものである。

## 学歴
- 1982年 東京外国語大学外国語学部アラビア語学科卒業
- 1990年 東京大学大学院人文科学研究科宗教学専攻修士課程修了
- 1993年 東京大学大学院人文科学研究科宗教学専攻博士課程中退
- 1993年 ハーバード大学大学院宗教学専攻博士候補
- 2001年 ハーバード大学よりPh.D.学位取得

## 職歴
- 1993年 東京外国語大学外国語学部助手
- 1996年 東京外国語大学外国語学部助教授
- 2004年 東京外国語大学外国語学部教授
- 2009年 東京外国語大学総合国際学研教授教授（大学院重点化により所属変更）
- 2024年東京外国語大学を定年退職。名誉教授。名古屋外国語大学世界教養学部教授

## 論文
- 八木久美子「イスラムの「俗人」スター説教師」『東京外国語大学論集』第77巻、東京外国語大学、2008年、117-133頁、doi:10.15026/50380、ISSN 0493-4342、NAID 120001316630。

## 著書

### 単著
- 『神の嘉する結婚ーイスラムの規範と現代社会』東京外国語大学出版会、2020年
- 『慈悲深き神の食卓―イスラムを「食」から見る』東京外国語大学出版会、2015年 （辻静雄食文化賞受賞）
- 『グローバル化とイスラム――エジプトの「俗人」説教師たち』世界思想社、2011年
- 『アラブ・イスラム世界における他者像の変遷』現代図書、2007年
- 八木久美子『マフフーズ・文学・イスラム : エジプト知性の閃き』第三書館、2006年。ISBN 4807406035。 NCID BA78647003。全国書誌番号:21216222。

### 共著
- 『イスラーム文化事典』（共編著者）丸善、2023年
- 『地球の音楽』東京外国語大学出版会、2022年
- 『現代社会を宗教文化で読み解く――比較と歴史からの接近』ミネルヴァ書房、2022年
- 『日本と世界の宗教文化』集広舎、2019年
- Islamic Studies and the Study of Sufism in Academia: Rethinking Methodologies, Kenan Rifai Center for Sufi Studies, Kyoto University, 2019年

- 『世俗化後のグローバル宗教事情・世界編Ⅰ』岩波書店、2018年
- 『世界を食べよう！――東京外国語大学の世界料理』 東京外国語大学出版会、2015年
- 『「世界の宗教」超入門』 東洋経済新報社、2015年
- 『大学のアラビア語：詳解文法』東京外国語大学出版会、2013年
- 『世界宗教百科事典』 （共編著者）丸善出版、2012年
- 『宗教学事典』 （分担執筆）丸善出版、2010年
- 『人間改造論』 新曜社、2007年
- 『ジェンダーで学ぶ宗教学』世界思想社、2007年
- 『人種主義の実態と差別撤廃に向けた取組み』 現代人文社、2002年
- 『地球村の行方―グローバリゼーションから人間的発展への道』 新評論、1999年

### 訳書
- ホミ・K・バーバ、W・J・T・ミッチェル編『エドワード・サイード――対話は続く』みすず書房、2009年